# Brdów
Brdów je vesnice v Polsku, ve Velkopolském vojvodství, v okrese Koło, součást gminy Babiak. Brdów měl do roku 1870 městská práva. V současnosti má asi 1300 obyvatel.